# Байлинь
Байлинь (кит. упр. 柏林寺, пиньинь Bǎilín Sì, палл. Байлинь сы, то есть «Монастырь Кипарисовой рощи») — буддийский храм и монастырь в Пекине, КНР.

## История

### Империя
Постройка храма началась в 1347 году, при правлении последнего императора монгольской династии Юань в Китае Тогон-Тэмура (Шуньди; 顺帝) с выделения участка земли восточнее Храма Конфуция. Храм стал крупнейшим в Даду и был занят школой сакья тибетского буддизма, которая доминировала при монгольских правителях.
В ходе восстания Красных повязок 1368 года юаньская династия пала. Байлинь пережил эти события, но монастырь пришёл в упадок, несмотря на то, что в 1421 году династия Мин перенесла столицу в Даду, назвав его Пекин. Только в 1447 году Чжу Цичжэнь приказал реконструировать монастырь и добавить к нему немного площади у ворот.
В 1644 году Пекин был захвачен восставшими снова, и вскоре после этого Китай захватили маньчжуры. Байлинь не пострадал в этой войне. В 1694 году дворец для принца Юна, 14-го сына Канси, был построен западнее храма: в подарок от императорской семьи храм получил колокол (1707) и началась реконструкция монастыря (1713), по случаю 60-летия Канси. Работы шли под руководством принца Юна, который в 1722 году сменил отца и стал Юнчжэном. Новый монарх в том же году передал часть своего бывшего дворца ламам школы гелуг, которые перестроили его в крупнейший тибетский монастырь за пределами Тибета, Юнхэгун.
В связи с потерей первенства Байлинь пришёл в упадок, к концу династии оказавшись в зависимости от Юнхэгуна. Однако щедрость Цинских императоров и дотации от школы гелуг позволяли поддерживать храм. В 1758 году Цяньлун приказал отремонтировать монастырь, у императора был амбициозный проект перестройки Пекина.
Как и Юнхэгун, Байлинь не был ограблен мародёрами в 1860 году во время второй Опиумной войны и в 1900 году союзными войсками из-за страха мародёров перед тибетским буддизмом.

### Правление милитаристов
Империя пала в 1911 году и столица была перенесена в Нанкин, императорские пожертвования прекратились, а новое правительство не желало поддерживать тибетцев.
По описи имущества в 1931, настоятелем указан Тайюань. В адресе было указано не Силоу-хутун, дом 1, а Хутун храма Байлинь, дом 4. Записи содержат сведения о более чем 100 буддийских статуй, 18 кипарисах, одной соне, пары стел, одной «стене духов» и паре каменных львов.
В 1931 году настоятель Тайюань стал известен в пекинских верхах. Согласно мемуарам Таньсюя, Тайюань был из северо-восточного Китая: его мирское имя было Чжан Цзечэнь. Он был из богатой семьи, но после смерти отца был вынужден принять монашество у господина Таньсю в Харбине.
В 1925 году Тайюань переехал в Пекин. На следующий год лидером Северной группировки полевых командиров Китая стал военачальник Чжан Цзолинь. Тайюань и Чжан были земляками, и по протекции Чжана Тайюань стал настоятелем Байлиня. В 1929 году Тайюань и несколько прихожан основали Буддийскую академию при храме. На следующий год усилиями мастера Тайсюя академия была расширена. В 1931 году вторжение японцев привело обеднению храма. В 1932 году академию пришлось закрыть. Тайюань, привыкший к роскоши, переехал в Сычуань, где впоследствии скончался. Несмотря на короткий период работы (5-6 лет), академия Байлинь внесла значительный вклад в китайскую буддологию.

### КНР
Упадок храма начался с приходом коммунистов в 1949 году. В августе 1966 года храмы подверглись нападению со стороны хунвэйбинов, которые изгнали монахов и отдали постройки храма под общежития, конюшни, склады. Внутри была возведена кирпичная стена, перекрывшая внутренний двор; барабанная и колокольня были снесены. Каменные львы, буддийские статуи и две каменных скрижали с уставом храма исчезли. В 1976 году, после землетрясения в храме были размещены беженцы.
В 1988 году Байлинь был передан Кадровой Академии Министерства культуры или Центральной академии культурной администрации (文化部 干部 学院) и Пекинскому бюро сохранения культурных ценностей. В 1992 году правительство финансировало реконструкцию храма, решено восстановить первоначальные постройки, но не сносить новострой. Начиная с 2007 года Пекинское бюро сохранения культурных ценностей также создало свою штаб-квартиру в одном из зданий. Осенью того же года общественная мельница (каменная плита использовалась сообществом в древние времена для измельчения зерновых) перед храмом была разрушена, а дорога была выровнена для облегчения движения.
С 2006 года идут переговоры о возвращении храма буддистам Китая.

## Архитектура и украшения
Пять основных построек храма стоят на оси север-юг. Если следовать от ворот к храму, то порядок построек следующий: Ворота, зал Девараджей (Четыре Небесных Царя), зал Достижения Совершенства (Юаньцзюйсинцзюэдянь), зал Махавиры (Дасюнбаодянь) и зал Вималакирти или зал Чистоты Бодхисаттвы (Вэймогэ).
Горизонтальные доски с подписью Канси, написавшего «Вечность Кипарисовой роще» (Ваньгу Байлинь) висит на фасаде Зала Махавиры, а статуи Будд Трёх Миров стоят внутри. Дальше находится зал Вималакирти с семью резными и золочёными изображениями Будды, созданными при династии Мин.
К востоку от главного зала, находится зал, содержащий два 2,6-метровых бронзовых колокола установленных в 1707. Их рельефы изображают переплетённых драконов и мантры для перерождения в Чистых Землях.
Среди реликвий храма известен полный набор резных досок Трипитака (китайский канон), вырезанных в XVIII веке. В коллекции 7240 томов на 78 230 отдельных досках. Вырезанные из высококачественного грушевого дерева, доски находятся в отличном состоянии, не считая незначительных трещин. Изготовление досок было начато в 1733 году и заняло 6 лет. С этих досок было напечатано всего 200 копий Трипитаки.
Доски изначально хранились в зале Уиндянь в музее императорского дворца, но позднее их перевезли в храм, где они находятся под надзором сотрудников Пекинской библиотеки.

## Местонахождение
Байлинь расположен в Дунчэне, Пекин. Почтовый адрес: 1 Силоу Хутун, Бэйсиньцяо, район Дунчэн, Пекин (北京市东城区北新桥戏楼胡同1号).
Храм открыт, как правило, для работников учреждений, расположенных в нём. Публичный доступ — в День Культурного Наследия (8 июня).